# 科羅拉多州
科羅拉多州（英語：State of Colorado），簡稱科州，是美國西部的一个州，此州最著名的是擁有洛磯山脈的最高峰，地形從東側的平原陡然升高為西側峻嶺，地理景觀十分壯麗。該州首府兼最大城為丹佛。在整個丹佛的都會區中就包含了該州半數以上的人口總數（296萬人，全州共有577萬人）。科羅拉多州是以西班牙語命名的，意为“紅色的”，这可能指的是该地区红色的砂岩地层或是科羅拉多河两岸的赭红色景观。科羅拉多州的郵政縮寫是CO。美國海軍以該州命名了科罗拉多级战列舰和科羅拉多號戰艦。

## 歷史
科罗拉多州最早的居民是美洲原住民。17世紀時，西班牙探險家曾來科羅拉多州淘金。1682年有法國殖民者到此探險。1803年由法國轉讓給美國，是路易士安納購買案的一部分。1858年，丹佛曾發現金礦。
1876年8月1日，科羅拉多從領地升格為州，是年正逢美國建國百年。
2014年1月1日，科罗拉多州成为美国第一个合法买卖娱乐化大麻的州。

## 地理
位於美國西部，洛磯山脈東側，西部地形以高山和丘陵為主，東部則是高原地形。是全美平均海拔最高的一个州，最高处2070米；最低处1011米，居全美各州之冠。此州接近長方形，北鄰懷俄明州，大致以北緯41度線為界；東北鄰內布拉斯加州，大致以北緯41度線與西經102度線為界；東鄰堪薩斯州，大致以西經102度線為界；南鄰新墨西哥州，大致以北緯37度線為界；西鄰猶他州，大致以西經109度線為界。

## 旅遊景點與觀光資訊

### 國家公園
- 落磯山国家公园
- 大沙丘國家公園
- 甘尼生黑色峽谷國家公園
- 梅萨沃德印第安遗址國家公園

## 人口
- 科羅拉多州的人口與種族比例簡表

| 單一種族：1            |             |       |
| 白人                   | 3,561,444人 | 82.8% |
| 非裔美國人             | 163,448人   | 3.8%  |
| 印地安或阿拉斯加原住民 | 43,013人    | 1.0%  |
| 亞裔美國人             | 120,779人   | 2.2%  |
| 夏威夷裔或大洋洲裔     | 4,301人     | 0.1%  |
| 其他種族               | 309,691人   | 7.2%  |
| 混合的種族             | 120,435人   | 2.8%  |
| 西班牙裔或拉丁裔美國人 | 735,516人   | 17.1% |
| 無西班牙祖先的白人     | 3,204,439人 | 74.5% |

| 1以上的百分比或許總和會超過100%，這是由於在六者之中，含有混和種族百分比的緣故。                                                                                          |  |  |
| |  |  |
| 以上資料來源：2003年美國人口普查 Source: U.S. Census Bureau, Census 2000, https://web.archive.org/web/20160219004405/http://quickfacts.census.gov/qfd/states/08000.html. |  |  |

美国2020年人口估算显示，该州人口达到577.37万。

## 行政区划

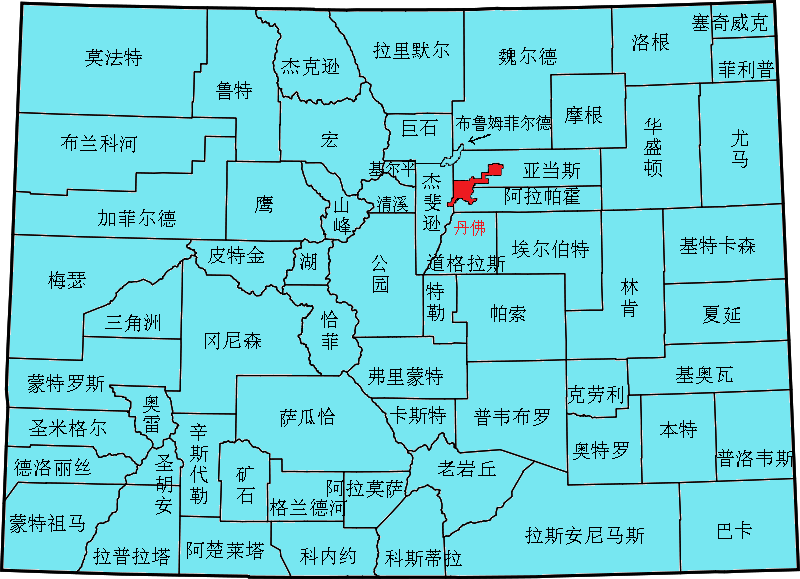

本州共管轄64個县，右圖是科羅拉多州的行政區劃。

## 重要城鎮
- 丹佛（Denver）
  - 奧罗拉（Aurora）
  - 布頼頓（Brighton）

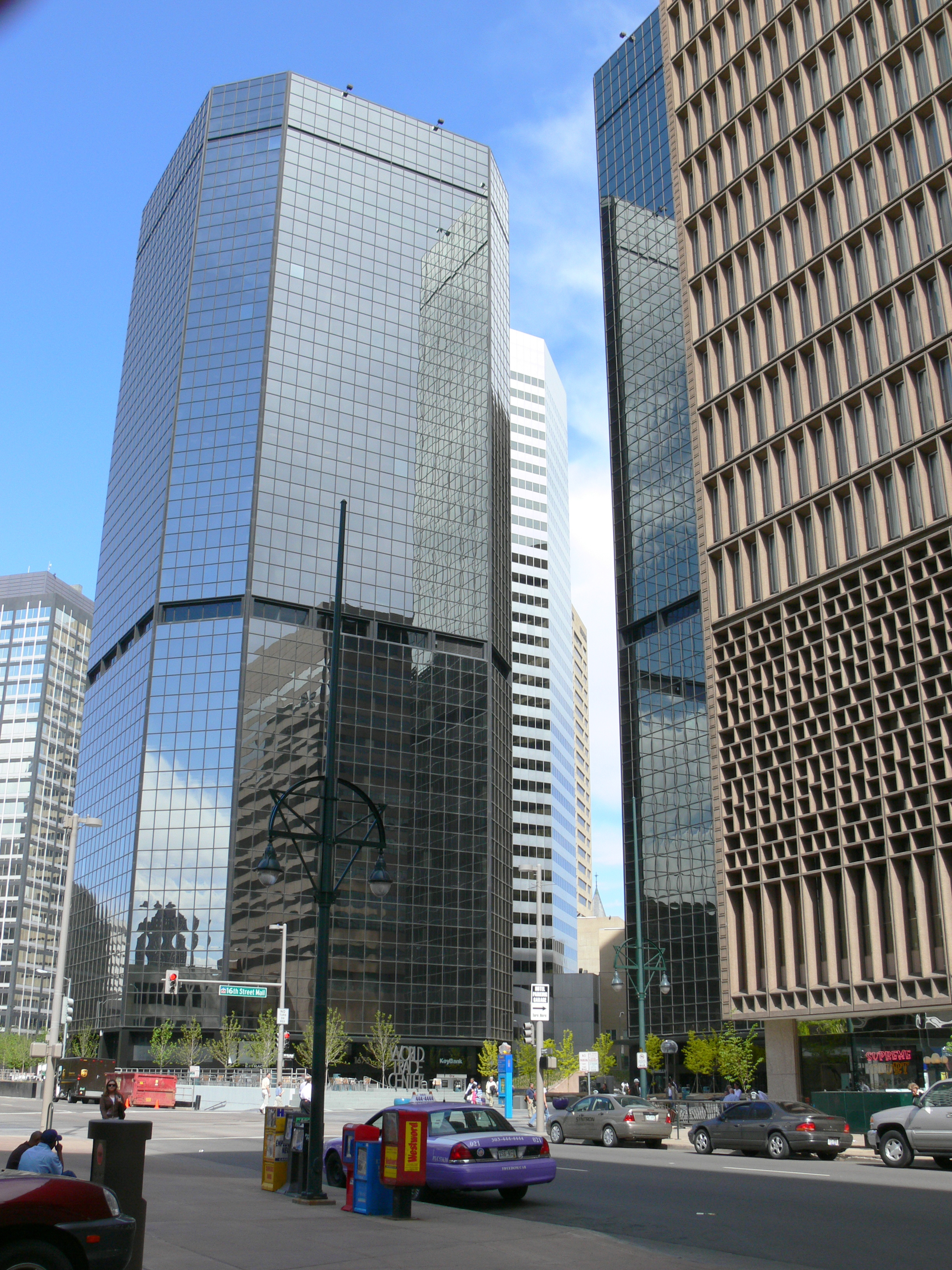
丹佛金融區

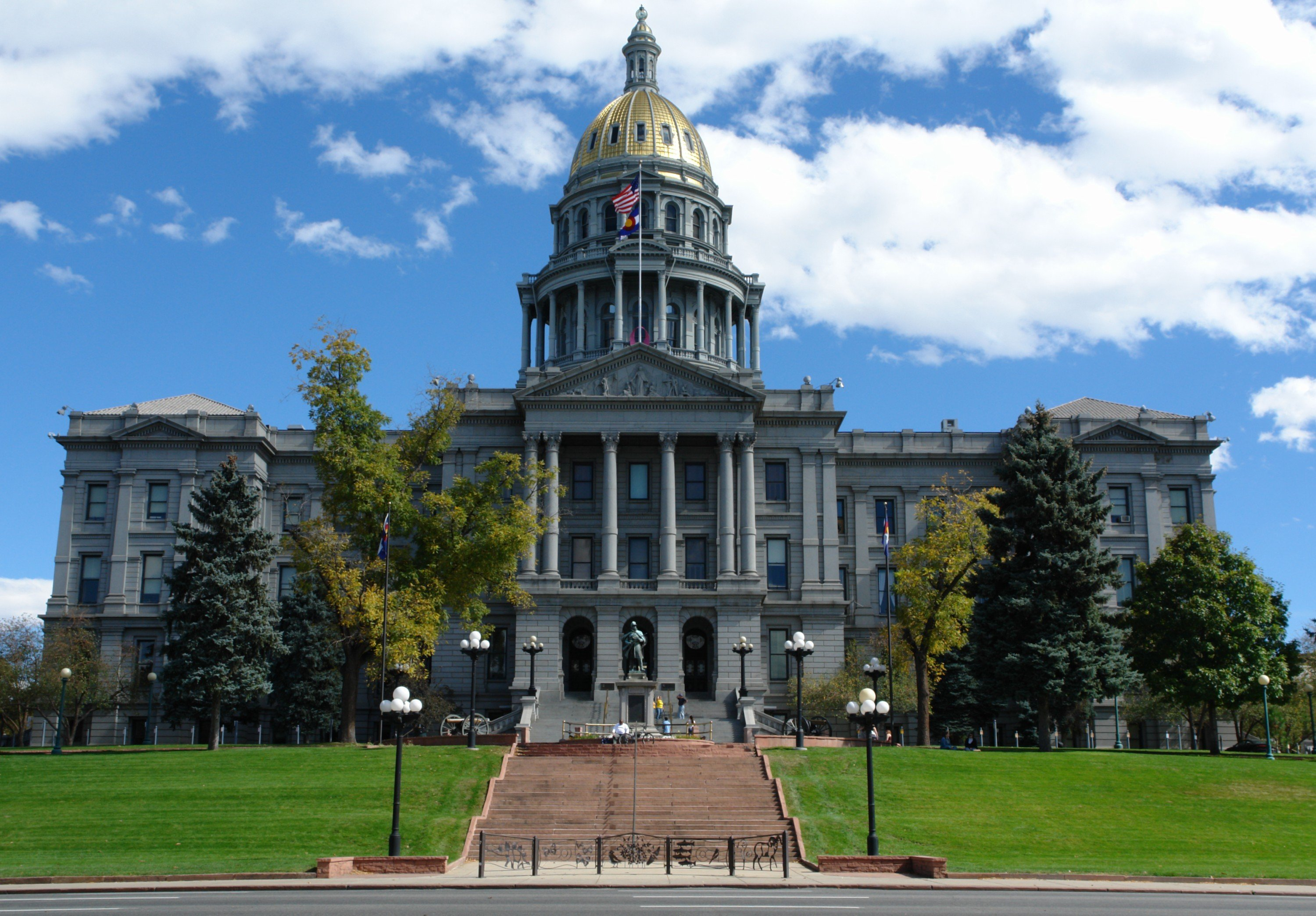
州府

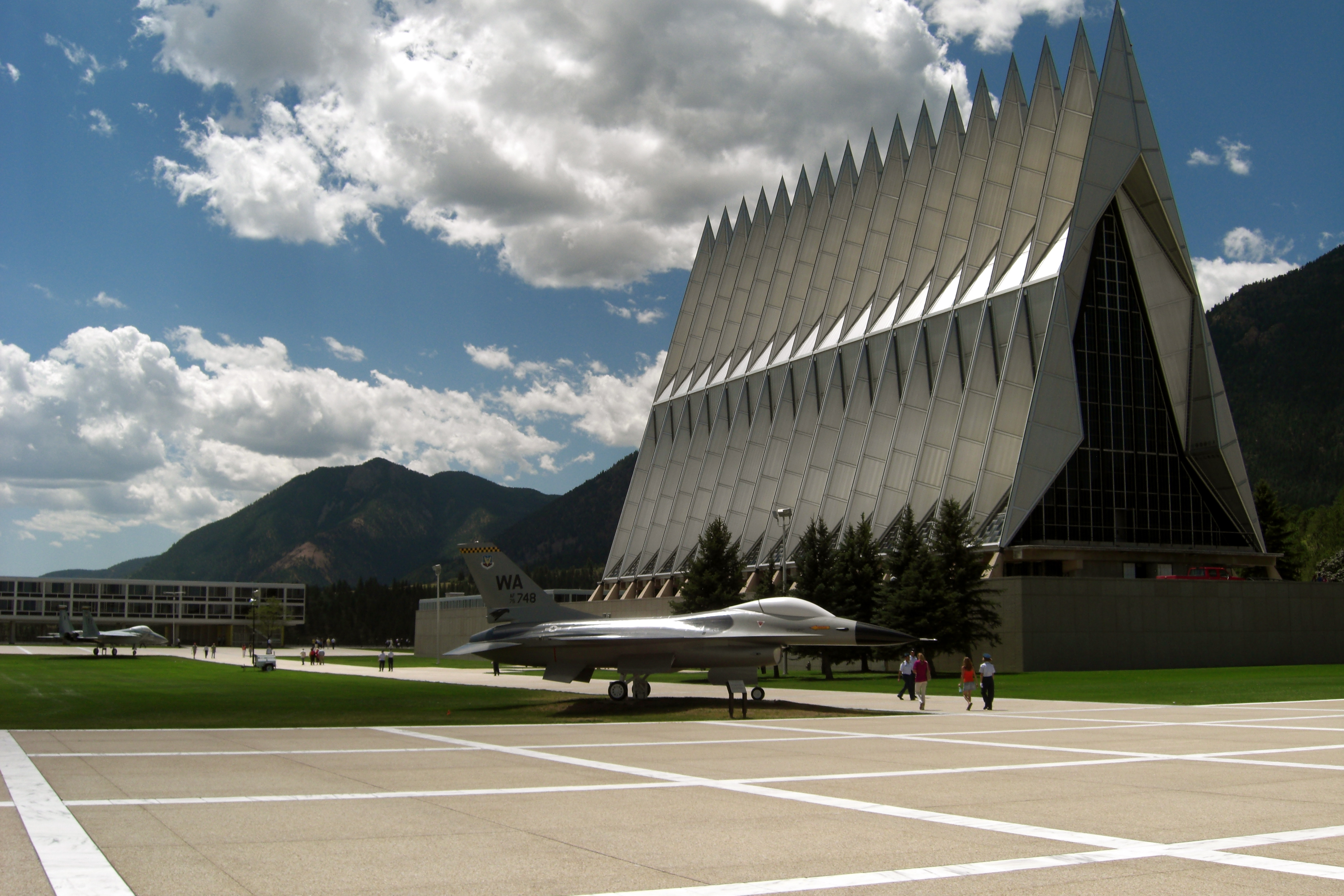
美國空軍軍官學校

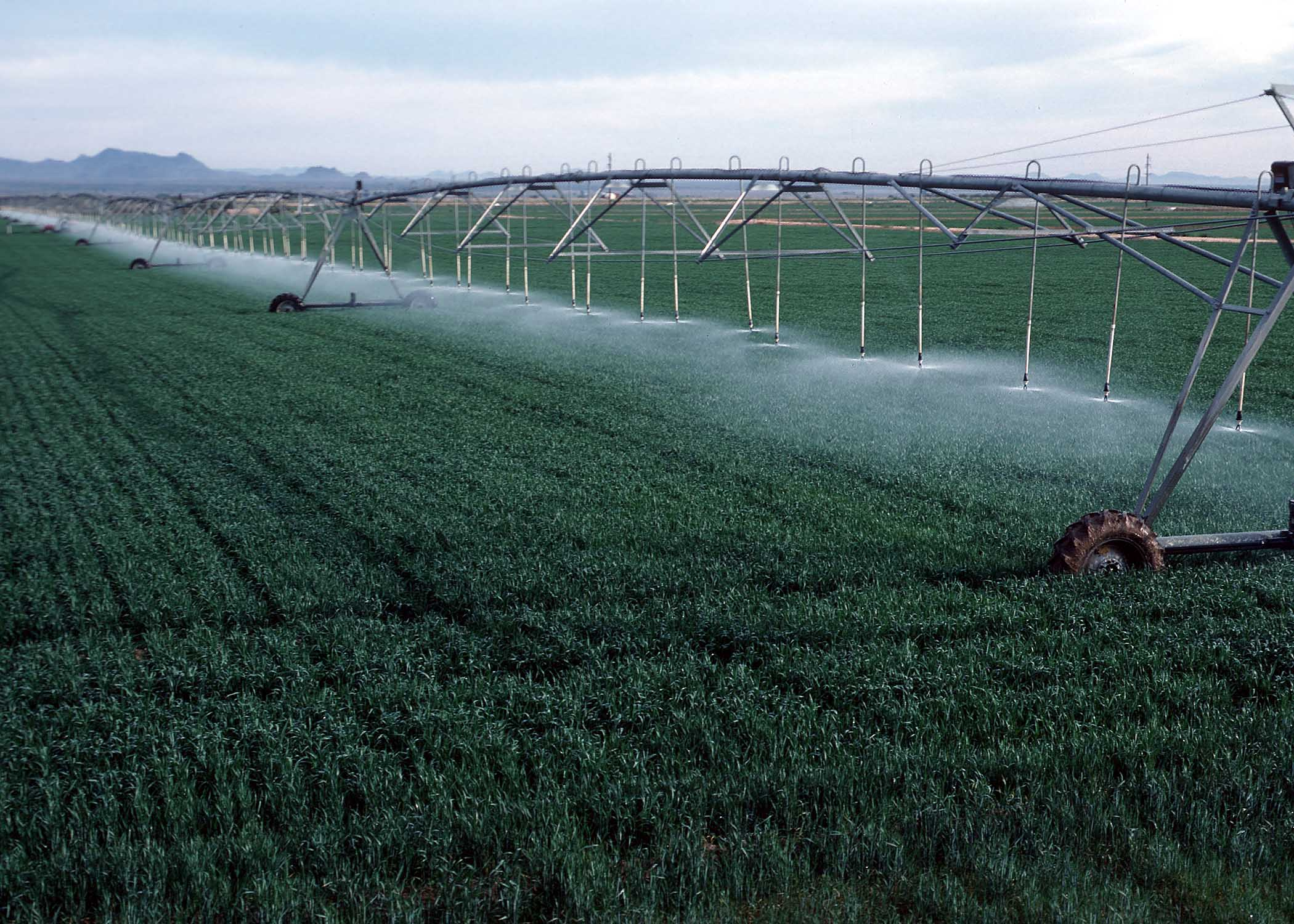
尤馬郡機械化麥田

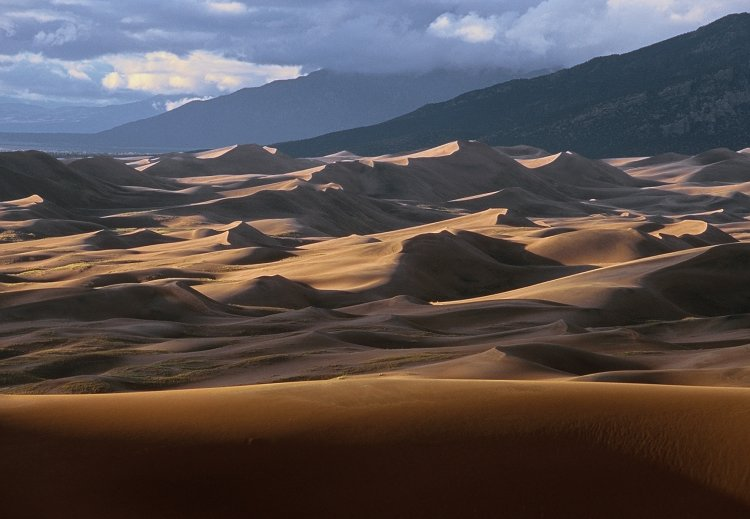
大沙丘國家公園

  - 丹佛大学（University of Denver）
  - 恩格尔伍德（Englewood）
  - 萊克伍德（Lakewood）
- 阿斯彭（Aspen）
- 博尔德（Boulder）
- 科罗拉多斯普林斯（Colorado Springs）
- 科林斯堡（Fort Collins）
- 大章克申（Grand Junction）
- 韦尔（Vail）

### 都会区
| 排名 | 都会区名稱               | 人口（2019年估计） | 人口（2010年普查） |
| ---- | ------------------------ | ------------------ | ------------------ |
| 1    | 丹佛-奥罗拉-莱克伍德 MSA | 2,967,239          | 2,543,482          |
| 2    | 科罗拉多泉 MSA           | 745,791            | 645,613            |
| 3    | 科林斯堡 MSA             | 356,899            | 299,630            |
| 4    | 博尔德 MSA               | 326,196            | 294,567            |
| 5    | 格里利 MSA               | 324,492            | 252,825            |
| 6    | 普韦布洛 MSA             | 168,424            | 159,063            |
| 7    | 大章克申 MSA             | 154,210            | 146,723            |
| 8    | 格伦伍德泉 μSA           | 77,720             | 73,537             |
| 9    | 杜兰戈 μSA               | 56,310             | 51,334             |
| 10   | 爱德华兹 μSA             | 54,993             | 52,197             |

## 教育
詳見科羅拉多州學院和大學列表

## 交通

### 重要機場
- 丹佛國際機場（DEN）─聯合航空及邊疆航空（Frontier Airlines）轉運中心

### 重要高速公路
- 70號州際公路
- 25號州際公路
- 76號州際公路 (西段)

## 重要體育團體

### 足球
- 美國職業足球大聯盟
  - 科羅拉多急流（Colorado Rapids）

### 美式足球
- NFL
  - 丹佛野馬（Denver Broncos）
- NCAA
  - 科罗拉多大学（University of Colorado）（Buffalo）

### 棒球
- 大聯盟
  - 科羅拉多洛磯（Colorado Rockies）
- 小聯盟
  - 科羅拉多泉天襪（Colorado Springs Sky Sox，3A級太平洋岸聯盟，母隊：科羅拉多洛磯）

### 籃球
- NBA
  - 丹佛金塊（Denver Nuggets）

### 冰球
- NHL
  - 科羅拉多雪崩（Colorado Avalanche）

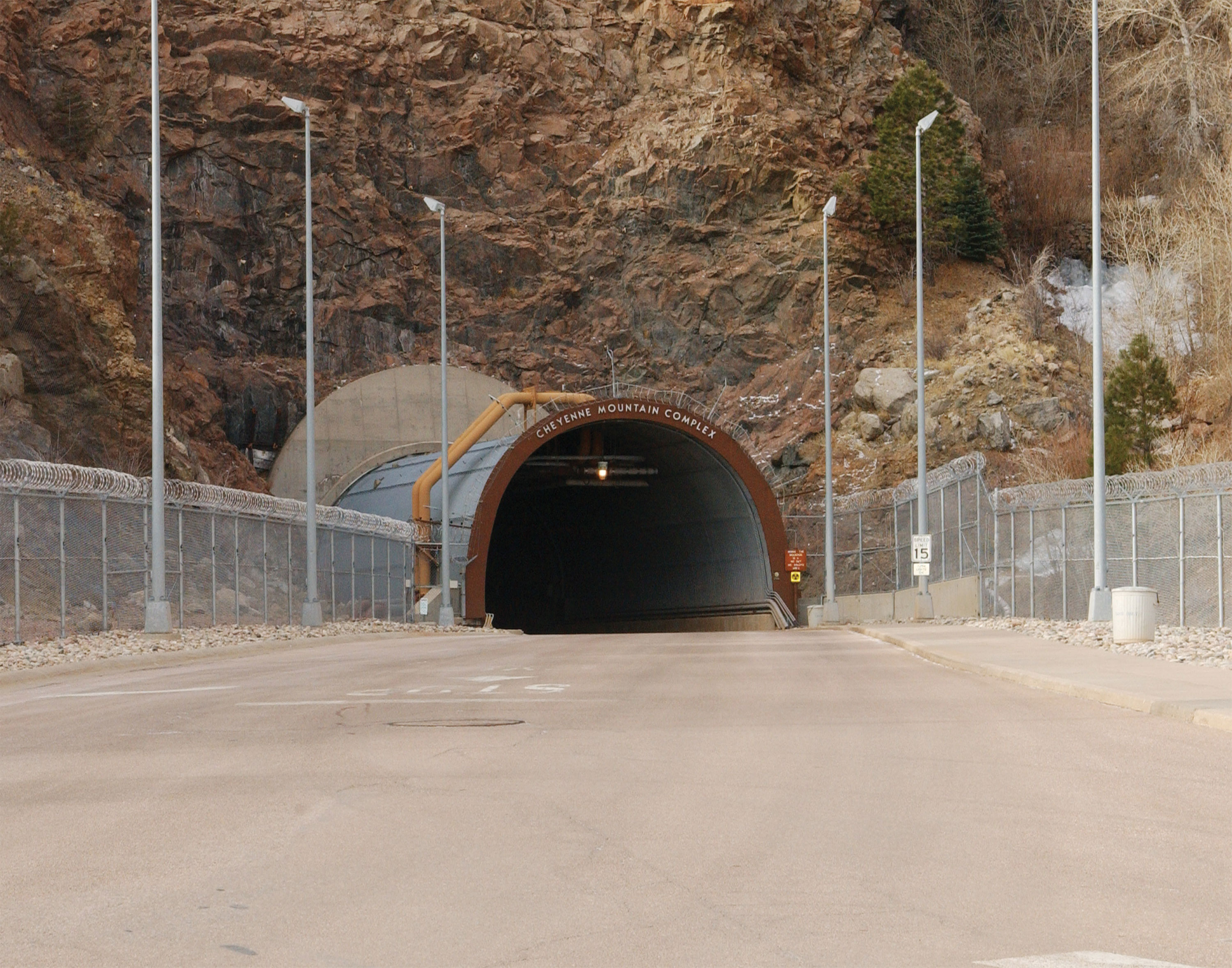
夏延山核戰碉堡入口

- NCAA
  - Colorado College

## 名人
- 埃里克·康奈尔（1961-）：物理學家，因在玻色-爱因斯坦凝聚方面的成就而獲諾貝爾物理獎
- 詹姆斯·Q·威尔逊（1931–2012）：政治科學學者，以公共管治方面的研究最為知名
- 尼古拉·特斯拉（1856–1943）：電機發明家、工程師
- 露絲·韓德爾（Ruth Handler，1916-2002）：芭比玩偶的發明人
- 威拉得·利比（1908－1980）：放射性碳定年法的發明人，諾貝爾化學獎
- 范朋克（1883－1939）：電影演員
- 傑克·丹姆西（Jack Dempsey，1895-1983）：世界重量級拳擊冠軍
- 約翰·丹佛（1943－1997）：民歌歌手
- 乔治·伽莫夫（1904－1968）：物理學家、宇宙學家、科普作家，熱大爆炸宇宙學模型的創立者
- 赫伯特·克勒默（1928－）：諾貝爾物理獎得主，以半導體的研究為主

## 外部連結
- 丹佛华人资讯网 华人网站 中文 （页面存档备份，存于）
- 阖府统请 华人旅游服务网站 中文 （页面存档备份，存于）
- 科羅拉多州照片集 - Terra Galleria （页面存档备份，存于）
- 科羅拉多州地名 （页面存档备份，存于）
- cbwchina.com  （页面存档备份，存于）科羅拉多州簡介 - 中文
- Colorado College 英文 （页面存档备份，存于）
- 科罗拉多大学 University of Colorado（英文） （页面存档备份，存于）
- 科羅拉多州立大学 Colorado State University（英文） （页面存档备份，存于）
- 丹佛大学 University of Denver（英文） （页面存档备份，存于）
- WWW.XZQH（行政区划）科罗拉多州网頁 中文